# بدر (مصر)
بدر (به معنای «ماه کامل»)، یک منطقه برون‌شهری در استان قاهره در مصر است.
در شهر بدر سه دانشگاه مصری-روسی، دانشگاه آینده و EELU (در دست ساخت) وجود دارد.
این شهر نزدیک‌ترین شهر صنعتی به فرودگاه بین‌المللی قاهره، گذرگاه سوئز است و این شهر همچنین به دلتای نیل، کانال سوئز، دریای سرخ و شبه‌جزیره سینا نزدیک است.

## آب و هوا
سامانه طبقه‌بندی اقلیمی کوپن آب و هوای این شهر را در دسته اقلیم بیابانی تعیین نموده است.
| داده‌های اقلیم شهر بدر                   | داده‌های اقلیم شهر بدر | داده‌های اقلیم شهر بدر | داده‌های اقلیم شهر بدر | داده‌های اقلیم شهر بدر | داده‌های اقلیم شهر بدر | داده‌های اقلیم شهر بدر | داده‌های اقلیم شهر بدر | داده‌های اقلیم شهر بدر | داده‌های اقلیم شهر بدر | داده‌های اقلیم شهر بدر | داده‌های اقلیم شهر بدر | داده‌های اقلیم شهر بدر | داده‌های اقلیم شهر بدر |
| ماه                                     | ژانویه                | فوریه                 | مارس                  | آوریل                 | مه                    | ژوئن                  | ژوئیه                 | اوت                   | سپتامبر               | اکتبر                 | نوامبر                | دسامبر                | سال                   |
| --------------------------------------- | --------------------- | --------------------- | --------------------- | --------------------- | --------------------- | --------------------- | --------------------- | --------------------- | --------------------- | --------------------- | --------------------- | --------------------- | --------------------- |
| میانگین بیش‌ترین °C (°F)                 | ۱۸٫۱ (۶۵)             | ۱۹٫۸ (۶۸)             | ۲۳٫۲ (۷۴)             | ۲۷٫۸ (۸۲)             | ۳۲ (۹۰)               | ۳۴٫۴ (۹۴)             | ۳۴٫۹ (۹۵)             | ۳۴٫۶ (۹۴)             | ۳۱٫۸ (۸۹)             | ۲۹٫۸ (۸۶)             | ۲۴٫۹ (۷۷)             | ۲۰٫۱ (۶۸)             | ۲۷٫۶۲ (۸۱٫۸)          |
| میانگین روزانه °C (°F)                  | ۱۲٫۸ (۵۵)             | ۱۴ (۵۷)               | ۱۶٫۷ (۶۲)             | ۲۰٫۳ (۶۹)             | ۲۴٫۲ (۷۶)             | ۲۶٫۹ (۸۰)             | ۲۷٫۸ (۸۲)             | ۲۷٫۹ (۸۲)             | ۲۵٫۴ (۷۸)             | ۲۳٫۵ (۷۴)             | ۱۹٫۴ (۶۷)             | ۱۴٫۷ (۵۸)             | ۲۱٫۱۳ (۷۰)            |
| میانگین کم‌ترین °C (°F)                  | ۷٫۶ (۴۶)              | ۸٫۲ (۴۷)              | ۱۰٫۲ (۵۰)             | ۱۲٫۹ (۵۵)             | ۱۶٫۴ (۶۲)             | ۱۹٫۴ (۶۷)             | ۲۰٫۸ (۶۹)             | ۲۱٫۲ (۷۰)             | ۱۹٫۱ (۶۶)             | ۱۷٫۲ (۶۳)             | ۱۳٫۹ (۵۷)             | ۹٫۴ (۴۹)              | ۱۴٫۶۹ (۵۸٫۴)          |
| بارندگی میلی‌متر (اینچ)                  | ۶ (۰٫۲۴)              | ۴ (۰٫۱۶)              | ۴ (۰٫۱۶)              | ۲ (۰٫۰۸)              | ۰ (۰)                 | ۰ (۰)                 | ۰ (۰)                 | ۰ (۰)                 | ۰ (۰)                 | ۱ (۰٫۰۴)              | ۴ (۰٫۱۶)              | ۵ (۰٫۲)               | ۲۶ (۱٫۰۴)             |
| منبع: Climate-Data.org (altitude: 216m) |                       |                       |                       |                       |                       |                       |                       |                       |                       |                       |                       |                       |                       |